# Lydia Ourahmane
Lydia Ourahmane (Saïda, 1992) es una artista argelina, afincada en Barcelona, Londres y Argel.

## Trayectoria
La obra de Ourahmane se ha expuesto internacionalmente desde que se graduó en la Universidad Goldsmiths de Londres en 2014.
La práctica de Ourahmane, impulsada por la investigación, abarca la espiritualidad, la geopolítica contemporánea, la migración y las complejas historias del colonialismo. Incorpora vídeo, sonido, performance, escultura e instalación a una escala a menudo grande o monumental, que tiene consecuencias más allá de las paredes de sus exposiciones. Basándose en relatos y experiencias personales y colectivas, Ourahmane cuestiona estructuras institucionales más amplias como la vigilancia, la logística y los procesos burocráticos, así como el modo en que se registran estas fuerzas.
Fue la primera artista en trasladar obras de arte fuera de Argelia desde la prohibición de 1962, para su obra The Third Choir (2014). En 2018 fue becada por The Arts Foundation, en los 25th Anniversary Awards, en la categoría Artes Visuales.
Las exposiciones individuales de Ourahmane incluyen: Tassili, en el SculptureCenter de Nueva York, Fondation Louis Vuitton, París y Mercer Union, Toronto (2022-2023), Survival in the afterlife, en Portikus, Frankfurt y De Appel, Ámsterdam (2021); Barzakh, en el Kunsthalle Basel, Triangle - Astérides, Marsella, S. M.A.K. Gante (2021-2022); صرخة شمسیة Solar Cry, en el Wattis Institute for Contemporary Arts, San Francisco (2020); The you in us, en la Chisenhale Gallery de Londres (2018), 108 días, en el Museo de Arte Contemporáneo de Barcelona; entre otras.
Su obra fue incluida en la 15.ª Bienal de Gwangju, la 15.ª Bienal de Estambul (2017), la 34.ª Bienal de São Paulo (2021), la Trienal del New Museum y Manifesta 12, Palermo (2018), así como por primera vez, en la 60.ª Bienal de Venecia de 2024.
En 2018, Ourahmane presentó Music for Two Seas una obra sonora submarina en la costa de Stromboli con el colaborador Nicolas Jaar. Con su colaborador Alex Ayed, presentó Laws of Confusion en Renaissance Society, Chicago (2021) y fue incluida en Risquons-Tout, WIELS Contemporary Art Center de Bruselas (2020). El 1 de octubre de 2022 presentó sync, una performance de 24 horas en el Instituto KW de Arte Contemporáneo de Berlín, en colaboración con el artista Daniel Blumberg.
En 2023, Ourahmane firmó una carta abierta en apoyo del nombramiento del comisario Mohamed Almusibli como director de Kunsthalle Basel.